# 長野県立飯山照丘高等学校
もしかして
- 長野県飯山照丘高等学校

ではありませんか？